# Romuald Naruniec
Romuald Naruniec (ur. 17 maja 1957 w Wilnie) – litewski historyk literatury, dr nauk humanistycznych, dziennikarz i publicysta narodowości polskiej.

## Życiorys
Absolwent wileńskiej Szkoły Średniej nr 19 (obecnie Szkoła Średnia im. W. Syrokomli w Wilnie). W 1980 r. ukończył studia polonistyczne i historię w Państwowym Instytucie Pedagogicznym w Wilnie (późniejszy Litewski Uniwersytet Nauk Edukacyjnych). W 1994 r. obronił rozprawę doktorską na Wydziale Polonistyki Uniwersytetu Warszawskiego. 
Od 1980 do 1988 roku pracował jako nauczyciel języka polskiego w szkole średniej im. Michała Balińskiego w Jaszunach. W 1988 rozpoczął wykładanie historii literatury polskiej w Instytucie Pedagogicznym w Wilnie. Następnie zajmował stanowisko prodziekana Wydziału Slawistyki Uniwersytetu Pedagogicznego w Wilnie. Jest członkiem sekcji oświatowej Kongresu Polaków Litwy. Wielokrotnie nadzorował Olimpiadę Języka Polskiego na Litwie.
Autor ponad 20 prac na temat historii literatury polskiej i polsko-litewskich więzi kulturalnych. Publikował także w prasie wileńskiej: Kurierze Wileńskim, Naszej Gazecie czy Magazynie Wileńskim. 
Żonaty z Sabiną; córki: Bożena (ur. 1981) i Emilia (ur. 1987).

## Publikacje
- Michał Baliński jako mecenas polsko-litewskich więzi kulturowych, Warszawa, 1995;
- Panorama Życia Intelektualnego na Litwie w świetle Listów znad brzegów Krożenty" Michała Balińskiego, Przegląd Humanistyczny, 1994;
- Inteligencja Polska w Wilnie wobec budzenia się świadomości narodowej w okresie międzypowstaniowym, Kresy. Syberia. Literatura - Doświadczenie dialogu i uniwersalizmu, 1995 (współautor z Sabiną Naruniec);
- Barok, oświecenie, romantyzm. Podręcznik Literatury dla klas XI szkoły średniej, Kaunas, 1997
- Antologia poezji do Ćwiczeń i Interpretacji, Vilnius, 1999
- Jak umiejętnie operować słowem pisanym. Poradnik młodego polonisty, Vilnius 1999
- Polskie konteksty twórczości Mykolasa Sluckisa, Uniwersytet w Białymstoku, Książnica Podlaska im. Łukasza Górnickiego, Wydawnictwo Prymat, 2017[3]

## Nagrody
- Polcul Foundation (Australia), (1998)
- Medal Komisji Edukacji Narodowej, (1999)
- Krzyż Oficerski Orderu Zasługi Rzeczypospolitej Polskiej (Polska, 1997)[4].
- Srebrny Krzyż Zasługi (Polska, 2000)[5]